# Вікіпедія мовою біслама
Вікіпедія мовою біслама (бісл. Wikipedia) — розділ Вікіпедії мовою біслама. Створена у 2003 році. Вікіпедія мовою біслама станом на 23 березня 2025 року містить 1467 статей, 14 308 зареєстрованих користувачів, 22 активних дописувачів, 1 адміністратора
. Загальна кількість сторінок у Вікіпедії мовою біслама — 3438, редагувань — 43 652, мультимедійні файли відсутні
. Глибина (рівень розвитку мовного розділу) Вікіпедії мовою біслама мала і становить 22.9 пунктів
. 

## Історія
- Червень 2008 — створена 100-та стаття[3].
- Червень 2010 — створена 200-та стаття[4].